# سوپر (اکلاهما)
سوپر(به انگلیسی: Soper) شهری در ایالت اکلاهما کشور ایالات متحده آمریکا است که جمعیت آن در سرشماری سال ۲۰۱۰ میلادی، ۲۶۱ نفر بوده‌است.

## جستارهایسو وابسته
- فهرست شهرهای اکلاهما